# Laiken
Laiken ist ein Wohnplatz in der bergischen Großstadt Solingen.

## Geographie
Der Wohnplatz Laiken liegt im Stadtteil Gräfrath direkt an der Lützowstraße zwischen dem Wohnplatz Paashaus und der Ortslage Neuenhaus im Süden und der Ortslage Flockertsholz im Norden. Den Namen des Wohnplatzes trägt außerdem eine kleine Stichstraße, die von der Oberen Holzstraße aus abzweigt. An den Talhängen östlich von Laiken, die zur Wupper hin abfallen, liegt die Hofschaft Oben zum Holz. Im Westen liegt der Heider Hof.

## Geschichte
Auf der Trasse der heutigen Lützowstraße verlief in der frühen Neuzeit eine Transportstrecke für Kohlen vom Ruhrgebiet in die Stadt Solingen. Entlang dieser alten Kohlenstraße entstanden auf dem Abschnitt zwischen dem I. Stockdum und Laiken im Laufe der Zeit einige Hofschaften und Ortslagen, darunter auch Laiken selbst, das vielleicht erst Anfang des 19. Jahrhunderts entstand. Die Topographische Aufnahme der Rheinlande von 1824 verzeichnet an dem Ort bereits Gebäude, die jedoch dem Heider Hof zugehörig sind. Die Preußische Uraufnahme von 1843 verzeichnet den Ort als Leicken. In der Topographischen Karte des Regierungsbezirks Düsseldorf von 1871 ist der Ort hingegen nicht verzeichnet.
Nach Gründung der Mairien und späteren Bürgermeistereien Anfang des 19. Jahrhunderts gehörte Laiken zur Honschaft Gräfrath innerhalb der Bürgermeisterei Gräfrath. 1815/16 lebten vier Einwohner im Ort, der Layken genannt wurde. 1832 war Laiken weiterhin Teil der Honschaft (Ketz-)Berg innerhalb der Bürgermeisterei Gräfrath. Der nach der Statistik und Topographie des Regierungsbezirks Düsseldorf als Tagelöhner-Wohnung kategorisierte Ort besaß zu dieser Zeit zwei Wohnhäuser und ein landwirtschaftliches Gebäude. Zu dieser Zeit lebten 15 Einwohner im Ort, davon drei katholischen und zwölf evangelischen Bekenntnisses. Die Gemeinde- und Gutbezirksstatistik der Rheinprovinz führt den Ort 1871 mit zwei Wohnhäusern und 19 Einwohnern auf. Im Gemeindelexikon für die Provinz Rheinland werden 1885 zwei Wohnhäuser mit zehn Einwohnern angegeben. 1895 besitzt der Ortsteil drei Wohnhäuser mit 21 Einwohnern, 1905 werden drei Wohnhäuser und 16 Einwohner angegeben.
Mit der Städtevereinigung zu Groß-Solingen im Jahre 1929 wurde die Ortschaft Laiken ein Ortsteil Solingens. Die nahe Wohnstraße mit dem Straßennamen Laiken wurde im dritten Viertel des 20. Jahrhunderts auf ehemaligen Ackerflächen östlich von Laiken angelegt und mit Wohnhäusern bebaut.